# L'illusionniste fin-de-siècle
L'illusionniste fin-de-siècle (L'illusionista di fine secolo), noto anche come L'impressionniste fin-de-siècle (L'impressionista di fine secolo), è un cortometraggio diretto da Georges Méliès (Star Film 183) della durata di circa 1 minuto in bianco e nero.
Il film, basato sulla tecnica dell'arresto della ripresa che fa apparire/sparire i personaggi, è un tipico numero di magia che ha protagonista Méliès nei panni di sé stesso.

## Trama
Méliès, nei panni di un mago, mette un manichino femminile su un tavolo che si trasforma in fanciulla. Fatta scendere inizia a ballare, poi viene fatta sparire con un lenzuolo bianco e fatta riapparire sul tavolo, dove nel frattempo Méliès ha posto un grande tubo di vimini. Presa la ragazza in braccio, viene trasformata in tanti coriandoli e a questo punto Méliès stesso sparisce, riapparendo nel tubo di vimini. Mentre salta giù si trasforma nella fanciulla, e poi di nuovo nel mago. Nel finale Méliès si volatilizza lasciando una nube di fumo.